# Ermita de Santa Bárbara (Zucaina)
La ermita de Santa Bárbara es un templo y bien de relevancia local situado en el término municipal de Zucaina, en la comarca del Alto Mijares, en la provincia de Castellón.
Su condición de bien de relevancia local se establece en la Disposición Adicional Quinta de la Ley 5/2007, de 9 de febrero, de la Generalitat, de modificación de la Ley 4/1998, de 11 de junio, del Patrimonio Cultural Valenciano (DOCV Núm. 5.449 / 13/02/2007)

## Emplazamiento
Se encuentra en una plazoleta del barrio de su nombre, en la parte alta de la población, en las proximidades del frontón municipal de Zucaina.

## Descripción
El edificio se presenta exento. Es de planta rectangular. Está construido en mampostería con sillares en las esquinas. La cubierta es de teja, con caída a dos aguas y aleros con mucho vuelo. La puerta está inscrita en un arco de medio punto. La torre campanario se encuentra encastrada en la parte izquierda de la fachada y consta de dos cuerpos, el inferior de sillares y el superior de estilo barroco muy adornado, cubierto por un copulín de tejas, rematado con bola cruz y veleta. Este elemento barroco es único en el contexto de un edificio generalmente austero.

## Historia
Se construyó a finales del siglo XVIII. A finales del siglo XX se encontraba en muy mal estado. Fue rehabilitada en la década de 1990 por iniciativa popular. Esta rehabilitación se centró en la fachada y la cubierta.
En la festividad de la advocación (4 de diciembre, Santa Bárbara) tiene lugar una procesión a la ermita, en la que los vecinos del barrio reparten higos y aguardiente. Hasta finales del siglo XX se celebraban también los actos del Domingo de Ramos, pero estos se trasladaron a la iglesia parroquial.